# François-Louis Godon
François-Louis Godon (Bagneaux, 1755-Bayona, 17 de enero de 1800) fue un marchante de arte y relojero. 

## Biografía
Tras ser relojero del rey de Francia Luis XVI, el 9 de mayo de 1786 fue nombrado relojero de Cámara de rey de España Carlos III y también lo fue de su hijo Carlos IV. Desde noviembre de 1787 realizó envíos de joyas muy importantes desde Francia a España. En Madrid también se encargaba de importar muebles de lujo. Hoy varios de sus relojes decoran edificios oficiales, como el Palacio de la Moncloa o el Palacio Real de Madrid.